# Ascender Corporation
Ascender Corporation es una compañía digital especializada en la creación, difusión y venta de tipos de letra, y el desarrollo de software, con sede en Elk Grove Village, Illinois, Estados Unidos.
Fue fundada en 2004.
La empresa firmó contratos con Microsoft en la década de 2000 para explorar las familias tipográficas utilizadas en sus sistemas como MS Sans Serif, Verdana y Georgia. En noviembre de 2007 anunció que se unió el proyecto de la Open Handset Alliance de Android, para construir el tipo de letra Droid.